# Acrothamnus
Acrothamnus és un gènere de plantes que pertanyen a la família de les ericàcies (Ericaceae). Les espècies, que abans s'incloïen al gènere Leucopogon.

## Descripció
Són arbustos de fulles alternes, esteses, làmina roma; les venes són poc elevades a la superfície abaxial.
Les inflorescències estan restringides als extrems de les branques, terminals i/o a l'axil·la superior, amb poques o diverses flors i que acaben en un rudiment semblant a un brot. Les flors sostingudes per una bràctea i un parell de bractèoles quillades, els lòbuls de la corol·la són piloses.

## Distribució i hàbitat
Es troben a l'est d'Austràlia, Nova Zelanda, Nova Guinea i el Pacífic.
Es troba als cims de turons i muntanyes.

## Taxonomia
El gènere va ser descrit per Christopher John Quinn i publicat a Australian Systematic Botany 18: 451, a l'any 2005. L'espècie tipus és: Acrothamnus maccraei (F.Muell.) Quinn

## Espècies acceptades
Comprèn 7 espècies descrites del gènere ZAcrothamnus acceptades fins al juny de 2024, ordenades alfabèticament. Per a cadascuna s'indica el nom binomial seguit de l'autor, abreujat segons les convencions i usos.
- Acrothamnus colensoi (Hook.f.) Quinn
- Acrothamnus hookeri (Sond.) Quinn
- Acrothamnus maccraei (F.Muell.) Quinn
- Acrothamnus melaleucoides (A.Cunn. ex DC.) Puente-Lel.
- Acrothamnus montanus (R.Br.) Quinn
- Acrothamnus spathaceus (Pedley) Quinn
- Acrothamnus suaveolens (Hook.f.) Quinn